# Миклош Јанковић
Миклош Јанковић (мађ. Jankovich Miklós; Пешта, 2. јануар 1772 — Пешта, 18. април 1846) био је српски колекционар књига, старина и уметности, историчар, почасни члан Мађарског друштва научника (1831). Био је власник највредније приватне библиотеке, архивске и антиквитетне збирке свог времена, истакнута личност у научном јавном животу 1810-1830-их година и страствени сакупљач књига.

## Живот
Прадеда је Беле Јанковића (1865–1939), просветног политичара и економисте.
Отворен према образовању и научним достигнућима свог времена, рођен је у племићкој породици са великим имањем, као син капетана Миклоша Јаскуна Јанковића и Ангелике Бенички. Основну школу завршио је прво у „Вац Тересијануму”, основаном за племићку омладину, затим у Пијарима у Пешти, након чега је студирао историју и право на „Братиславској академији” до 1791. године. Од 1793. преузео је дужност чиновника у жупанији Фејер, али је напустио званичну каријеру након очеве смрти 1797. године. Преселио се у Рацалмаш и заједно са својим млађим братом управљао економским пословима њихових великих имања. Године 1798. оженио се Антонијом Рудњански, а око 1801. године, заједно са породицом, настанили су се у Вадаспусти (данас предграђе Салксентмартона). Тада је Јанковић добио надимак Вадаши. Поред управљања имањима, посветио је своје време проширењу збирке и научним истраживањима.
Године 1808. поново је добио функцију, радио је као агент на факултету чиновника царске коморе у Будиму. Убрзо се, међутим, трајно отуђио од јавноуправне каријере, 1810. године се опростио од коморе, поверио управу над својим имањима чиновницима сељака и све активније учествовао у научном и културном јавном животу Пешта и Будима. Године 1814. његова жена је умрла, оставивши за собом троје деце, и Јанковић се оженио буржујком Розином Хауч. Финансијска подршка развоју мађарске културе и науке и проширење његове збирке подразумевала је превелике финансијске издатке, производња на његовим имањима је доживела кризу после пољопривредног и економског процвата 1810-их и 1820-их година, па је породици претио дуг. Да би побољшао своје материјално стање, Јанковић је био приморан да се растане од збирке, коју је коначно откупио парламент 1836. године.
Ни после тога Јанковић није могао да одоли својој страсти за колекционарством, што је породичну финансијску ситуацију учинило још безнадежнијом. На ивици банкрота 1844. понудио је парламенту своју другу колекцију на откуп, али је убрзо читаво његово богатство стављено под надзор, сам се тешко разболео на прелазу 1845/1846 и умро у априлу 1846. године.

## Чланства и признања
Године 1831. изабран је за почасног члана Мађарског друштва научника, а био је и члан Историјско-археолошког друштва Франкфурта на Мајни (Historisch-Archaeologische Gesellschaft Frankfurt am Main) и Тириншком археолошком друштву у (Archäologische Gesellschaft in Thüringen).

## Одабрана дела
- Са објашњењем Салустије Крисп Szent-Györgyi Gellért Будим, 1812.
- Мађарска генерација речи у педесет примера. Пешта, 1812.
- Jankovich, Miklós (1825). De fictitia Hungariae Corona in gazophylacio Caesareo Vindobonensi seposita et Stephano Botskai erronee attributa. [Signed N. J. De W., i.e. M. Jankovich, Wadasi.].
- Angeli Decembris de Conditionibus Paces inter Alexandrum M. et Darium reges út apud Q. Curtium legitur Disputatio ex MSS. Будае, 1825.
- У Будиму откривена богата камена гробница у којој се верује да је мађарска краљица Каталин Подјебрад, супруга Краља Матије и ћерка чешког краља Ђерђа. Пешта, 1827.
- Дисертација о огромном новцу  угарскиг краља Вацлава који је достојно приписан угарском краљу. Пешта, 1827.
- Оригинална златна була мађарског краља Андрије II  о погрешном проналаску мађарског паладијума. Пешта, 1828.
- Иштван Вербоци у светлу правде. Пешта, 1829.
- Четири извештаја Карољ Јанош Беше, Ó Gyallai о свом путовању и искуствима у планинама Кавказа да би посетио постојбину Мађара. Пешта, 1829.
- О пореклу пољске браће (arianie, socynianie), цркве које су биле у Мађарској: посебно печујски проповедници Ђерђ Валасути са „Kewi Skaricza Máthéval” 1588. ест. о његовој расправи. Пешта, 1829
- Мађар са дубоким поштовањем нуди својој земљи своју угледну збирку античких реликвија Пешта, 1830 (опис предмета Јанковићеве збирке)
- О кнежевској спомен-књиги и животу несрећне војвоткиње „Каталина од Бранденбурга”, супруге Габора Бетлена. Пешта, 1830.
- О томе да се мађарски језик више упражњавао у време цара Фердинанда I него сада. Пешта, 1830.
- Пет примера различитих и оригиналних мађарских превода Светих писама одговара познавање Библије Пешта, 1834.
- Мађарском јунаку, вероватно храбром Бенеу, који је почетком 10. века са кнезом Золтом, био присутан у Италији током тријумфалне одбране италијанског краља Беренгара, о његовим новооткривеним радовима и раскоши његовог одевања. у: Годишњаци Мађарског друштва научника 2 (1835)